# Ist ja irre – Lauter liebenswerte Lehrer
Ist ja irre – Lauter liebenswerte Lehrer (Originaltitel: Carry On Teacher) ist der dritte Film der Carry-On-Filmreihe.

## Inhalt
Nachdem die Schüler erfahren haben, dass ihr beliebter und verehrter Rektor sich an einer anderen Schule beworben hat und sie verlassen will, versuchen sie alles, um dieses Vorhaben zu torpedieren. Zur Höchstform laufen sie auf, als der Schulinspektor erscheint.
Sein Lehrkörper ist ihm auch nur eine geringe Hilfe. Lehrer Adams hat Liebeskummer, die Lehrerinnen Short und Allcock versuchen sich, jede auf ihre Art, in der von Männern dominierten Schulwelt zu behaupten.  Literaturlehrer Milton und Musiklehrer Bean können sich nur leidlich für die gemeinsame Schulaufführung von Romeo und Julia zusammenraufen.
Chaos und Verwicklungen sind vorprogrammiert.

## Kritiken
- „Uralte Gags und Ulk aus dem Klassenzimmer.“ (Wertung: 1½ Sterne = mäßig) – Adolf Heinzlmeier und Berndt Schulz in Lexikon „Filme im Fernsehen“ (Erweiterte Neuausgabe). Rasch und Röhring, Hamburg 1990, ISBN 3-89136-392-3, S. 410

- „Eine Anhäufung aller gängigen Schulwitze zu einer äußerst anspruchslosen Unterhaltung.“ – „Lexikon des internationalen Films“ (CD-ROM-Ausgabe), Systhema, München 1997